# Balada capartova
Balada capartova je český film dokončený v roce 1969.

## Popis
Film je sestaven z původních dokumentárních materiálů z okupace Plzně Rudou armádou v roce 1968. Tyto materiály natočili kameramani František Svoboda a Miloš Havránek za asistence Josefa Peška. Druzí dva jmenovaní byli později zakladateli plzeňského studia Krátkého filmu Praha. Materiály z mateřské školy byly dotočeny až v roce 1969 v režii Ing. Milana Kazdy, který byl rovněž režisérem původních dokumentárních materiálů. Film byl poprvé představen na festivalu v Přerově a později v Brně. Odtud vznikla iniciativa stíhat autory za hanobení spřátelené armády a vedoucích představitelů ČSSR. Všichni jmenovaní byli zatčeni a vyšetřováni na StB Plzeň.
Později byla žaloba vedena pouze proti režisérovi filmu Milanu Kazdovi, ostatní zúčastnění byli překvalifikováni na svědky.
V té době vznikly další filmy: „Normalizace“, který parafrázoval tehdejší trend normalizace vstupu vojsk. Další film „Proč“ bez příkras ukazoval skutečné prostředí ve Škodě Plzeň. Film nebyl pouze kritický, ale ukazoval i východisko z této situace, které nabízel útvar hlavního architekta podniku. Pro otřesné záběry z prostředí závodu nebyl film nikdy promítán.
Za natočení těchto filmů byl Milan Kazda podmínečně odsouzen. Dalším již nezveřejněným trestem byl zákaz činnosti, propuštění ze zaměstnání a přesunutí na manuální práce. Toto postihlo i všechny další zúčastněné. Milan Kazda nemohl nikde ve filmu pracovat až do roku 1989. Ostatní byli po třech letech vzati na milost a pracovat mohli pouze pod dohledem prověřených pracovníků. Omezení bylo zrušeno až po roce 1989.